# La Nostalgie heureuse
La Nostalgie heureuse est le vingt-deuxième roman d'Amélie Nothomb, publié en 2013 aux éditions Albin Michel.

## Résumé
Dans le cadre du tournage d'un reportage signé par Laureline Amanieux pour la série Empreintes diffusée sur France 5, Amélie Nothomb retourne au Japon. Elle  décrit dans ce roman autobiographique son amour pour le Japon, terre de son enfance , revisite des lieux et se confronte à ses souvenirs dans une sorte de passé recomposé  oui,,,,.